# Schloss Fünfstetten

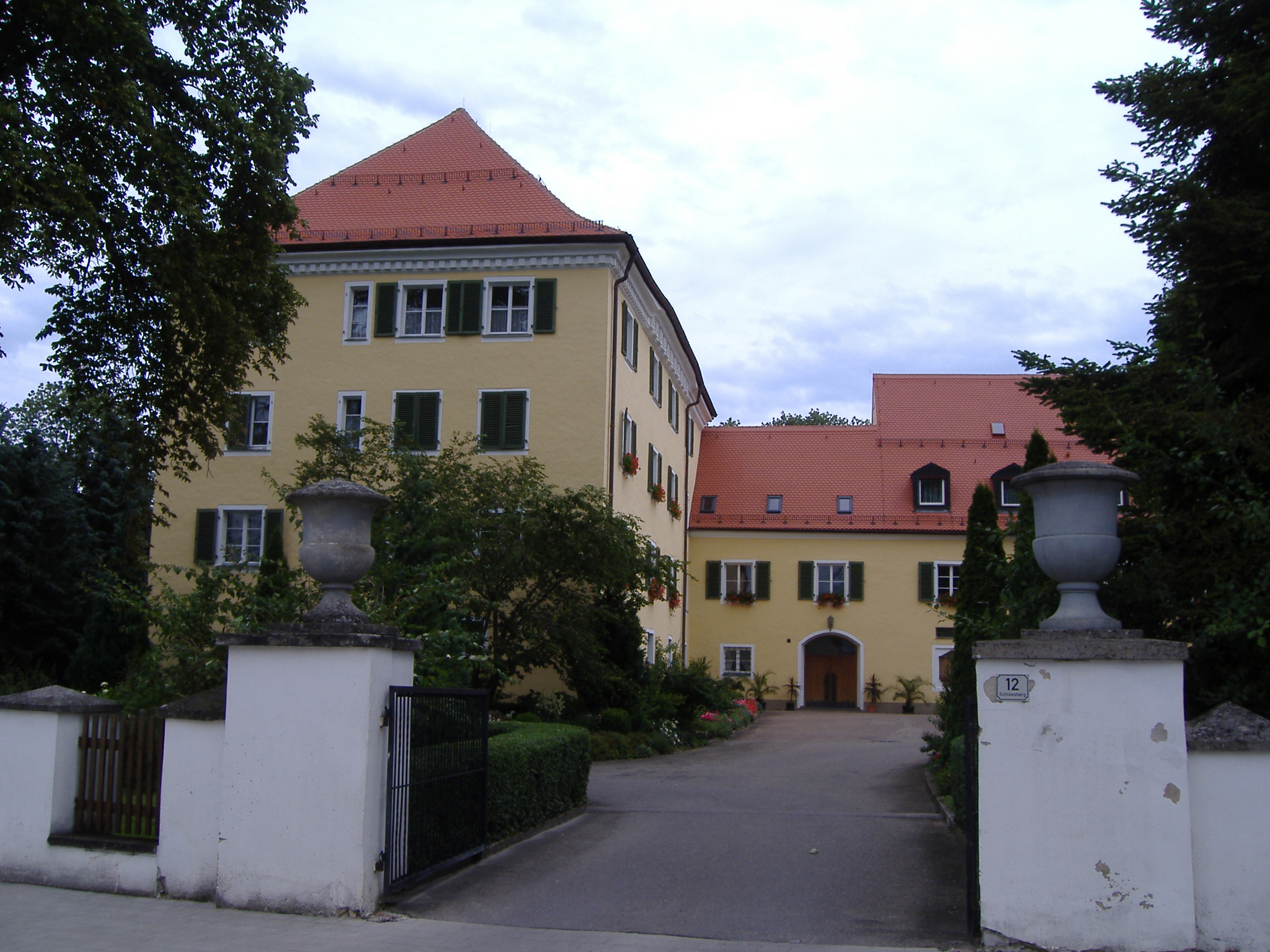
Blick vom Schlossportal auf das Schloss

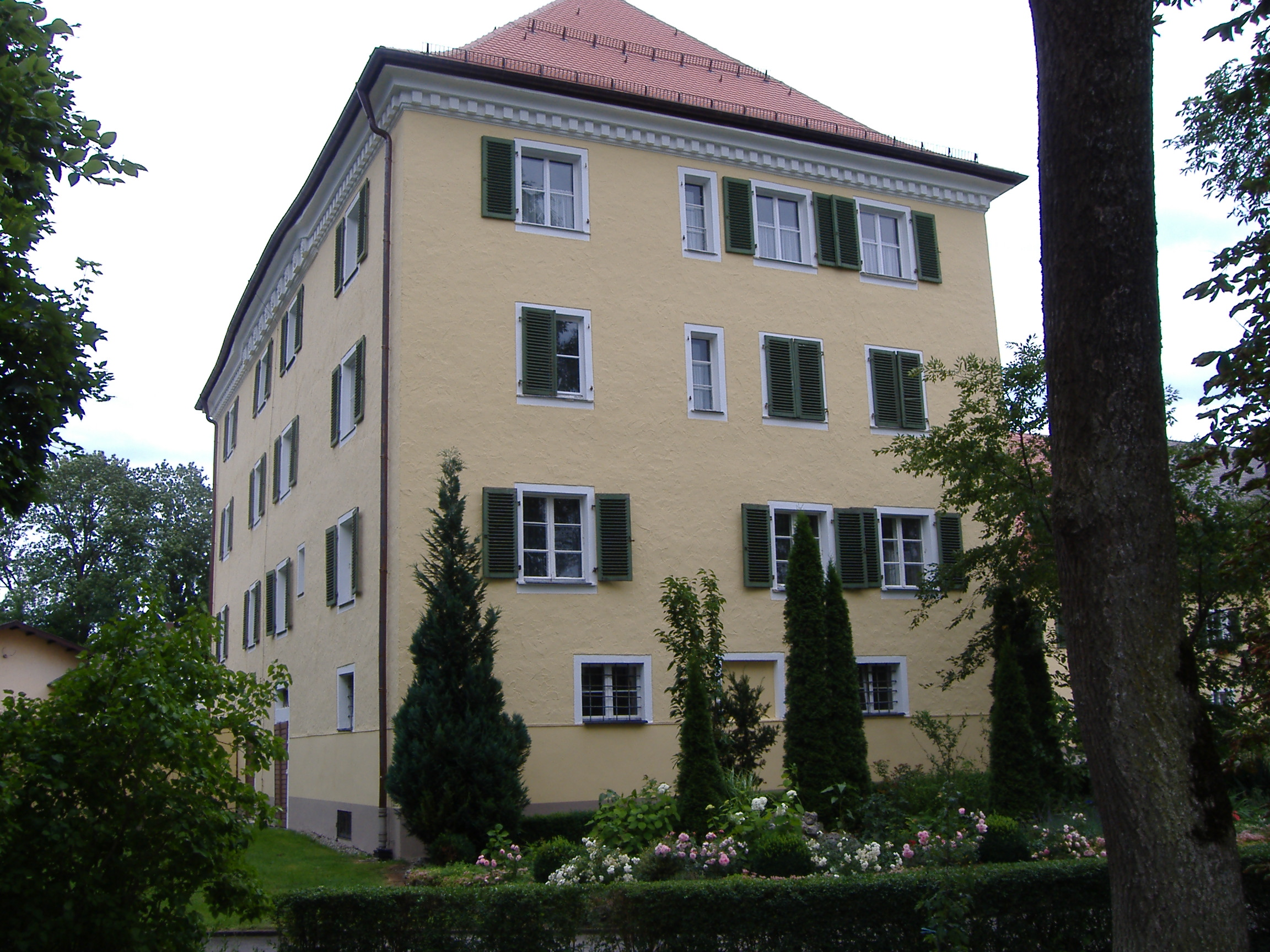
Nord-/Westseite vom Hauptbau

Schloss Fünfstetten, ehemals Kloster der Franziskanerinnen von Maria Stern, jetzt im Privatbesitz, liegt am nördlichen Ortsrand von Fünfstetten im Landkreis Donau-Ries. Als Hofmarkschloss war es Herrensitz der geschlossenen Hofmark Fünfstetten.

## Geschichte
Ortsadelige sind in Fünfstetten seit dem 12./13. Jahrhundert nachweisbar. Die Herren von Vinastetten, die das Alt-Herren-Häusle bewohnten, waren Ministerialen der Grafen von Graisbach. Aus dem Alt-Herren-Häusle entwickelte sich im Laufe der Zeit durch An- und Umbauten das heutige Schloss. Etwa vom 14. Jahrhundert bis 1620 war das Schloss im Besitz der Ritter von Wemding. Um 1650 kaufte Freiherr Hans Sebastian Speth von Zwiefalten das Anwesen. 1762 wurde Freiherr Franz Maximilian von Rehlingen Schlossherr. Nach über 40 Jahren erwarb Freiherr Carl Friedrich Stephan von Schönfeld das Schloss, er wurde 1817 zum Grafen von Otting und Fünfstetten erhoben. Im Jahre 1856 verkaufte Maximilian Joseph Graf Ottingen-Fünfstetten den Besitz an Friedrich Adam Schwarz aus Pappenheim. Ein weiterer Verkauf folgte 1859 an den Großindustriellen Heinrich Oskar Kürzel aus Crimmitschau. 1905 erwarb eine neugegründete An- und Verkaufsgenossenschaft für Liegenschaften das Schlossareal, das 1907 zu einem günstigen Preis an den Orden der Franziskanerinnen von Maria Stern verkauft wurde.
Genutzt wurde das Schloss seitdem als Kloster und Schwesternaltenheim der Franziskanerinnen von Maria Stern. Dementsprechend wurden viele An- und Umbauten vorgenommen. Das Schloss/Kloster ist umgeben von einem großen Park. Die sich im Park befindende Grotte ist der Öffentlichkeit zugänglich. Von dort ist ein begrenzter Blick in den Park möglich.
2014 wurde das Kloster und Schwesternaltenheim aufgelöst und ging in den Privatbesitz einer örtlichen Familie über.

## Baubeschreibung
Schloss Fünfstetten ist eine Dreiflügelanlage mit dreigeschossigem Hauptbau aus dem Jahre 1817. Im Jahre 1825 wurde das Schloss umgebaut. Dabei blieben Bauteile aus dem 16./17. Jahrhundert erhalten.